# IC 651
IC 651 — галактика типу Sm (змішана спіральна галактика) у сузір'ї Секстант.
Цей об'єкт міститься в оригінальній редакції індексного каталогу.